# Eddy Posthuma de Boer
Eduard (Eddy) Posthuma de Boer, né le 30 mai 1931 à Amsterdam et mort le 25 juillet 2021 dans la même ville, est un photographe néerlandais. Il est principalement connu pour ses portraits de gens ordinaires et ses portraits d'écrivains néerlandais.

## Biographie
Eduard Posthuma de Boer naît le 30 mai 1931 à Amsterdam.
Il est l'un des plus importants photographes des Pays-Bas. Sa carrière débute en 1948 en tant qu'assistant photo à l'agence de presse Algemeen Nederlands Persbureau (ANP). Dans les années 1950, il commence à réaliser des reportages. Eddy Posthuma de Boer continue à travailler en tant que photographe indépendant. Il travaille pour un large éventail de clients, dont Het Parool, de Volkskrant, Time-Life, KRO-Studio, Avenue, Holland Herald et Sabena-Revue. Il produit également un grand nombre d'œuvres libres. Il devient célèbre principalement parce qu'il sait capturer la vie quotidienne, tant aux Pays-Bas qu'à l'étranger, sans prétention. Ses portraits d'artistes sont également remarquables : des photographies d'écrivains, de peintres et de musiciens, dont Nescio, Reve, Mulisch, Willem de Kooning, les Beatles et des centaines d'autres.
Dès le premier numéro, le 7 avril 2017, Eddy Posthuma de Boer est présent avec une photo et une chronique dans le bimensuel d'opinion Argus. À partir de 2018, il écrit avec sa fille Eva une rubrique hebdomadaire sur la photographie dans le Volkskrant : Een foto van hem, een tekst van haar (Une photo de lui, un texte d'elle).
On peut trouver des œuvres de d'Eddy Posthuma de Boer au musée de la photographie de La Haye et au Rijksmuseum Amsterdam, entre autres.
Il épouse en 1961 la musicologue et journaliste Henriette Klautz, une fille de Ted Klautz. L'écrivaine Eva Posthuma de Boer et la photographe Tessa Posthuma de Boer sont leurs filles.
En 2019, il est victime d'un infarctus cérébral à son domicile d'Amsterdam-Oost.
Il meurt le 25 juillet 2021 à l'âge de 90 ans à l'hôpital UMC d'Amsterdam.

## Expositions
- 1978 - Canon Gallery, Amsterdam.
- 1979 - Paris, Galerie Phot'Oeil, Paris.
- 1996 - Voor het oog van de Wereld, De Beyerd, Breda.
- 2002 - Huis Marseille, Amsterdam.
- 2005 - Schrijversportretten, Letterkundig Museum, La Haye.
- 13 mai - 10 septembre 2006 - Gezichten van de Wereld, Kunsthal, Rotterdam.
- 2008 - Beelden van Glorie en Verval, Beelden aan Zee, Scheveningen.
- 2009 - Al Jazeerah, Galerie Weesperzijde, Amsterdam.
- 2011 - Amerikanen, Afrikanen en Arabieren, Kunsthal, Rotterdam.
- 2016 - Sueur de son front, Le Café Parisien, Saulieu,
- 2020 - Fotomuseum, La Haye.
- septembre 2024 - Eddy Posthuma de Boer (1931-1921), galerie Torch, dans le cadre de la foire d'art UnSeen Amsterdam[5].

## Publications
- avec Adriaan Morriën : Amsterdam, Leyde, Stafleu, 1959.
- avec Bertus Aafjes : Carnaval, Utrecht, Bruna, 1968.
- Voor het oog van de wereld, Amsterdam, T. Rap, 1996, 287 p. ; textes de Hugo Camps et  Johan van der Keuken, postface de Cees Nooteboom  (ISBN 90-6005-437-7).
- avec Tessa Posthuma de Boer : 222 Schrijvers. Literaire portretten, préface Cees Nooteboom, Amsterdam, Bas  Lubberhuizen, 2005, 245 p.  (ISBN 90-5937-090-2).
- Un art du voyage, texte de Cees Nooteboom (trad. Philippe Noble et Anne-Marie de Both), Arles, Actes Sud, 2006, 188 p.  (ISBN 2-7427-6277-9).
- Door het oog van de tijd. De Reve-foto's van Eddy Posthuma de Boer, Varik, De Weideblik, 2015  (ISBN 978-90-77767-54-2).
- Het menselijk bestaan. De wereld van fotograaf Eddy Posthuma de Boer, Eindhoven, Lecturis, 2015  (ISBN 978-94-6226113-6).
- avec Tessa Posthuma de Boer : Muggen en olfianten. Amsterdam, Ambo/Anthos, 2020  (ISBN 9789026354021).
- 90. Negentig jaar, negentig foto's, negentig columns, Amsterdam, Arguspers, 2021.